# 白川村立白川小学校小白川分校
白川村立白川小学校小白川分校 （しらかわそんりつ　しらかわしょうがっこう　こじらかわぶんこう）は、かつて岐阜県大野郡白川村に存在した公立小学校の分校。

## 概要
- 白川小学校[注釈 1]の分校であった。1992年廃止。
- 校区の小白川は白川村の最北端の地区であり、本校からは10km以上離れている。2022年現在、この地区の児童は富山県南砺市に就学委託されている[注釈 2][1]。

## 沿革
小白川分校（小白川分教場）としては1923年に開校。ここではそれ以前についても記述する。
- 1874年（明治7年） - 小白川村は鳩谷学校椿原支校に通学。冬季のみ未認可の小白川冬季分教場を設置する。
- 1875年（明治8年） -  芦倉村、有家ヶ原村、飯島村、牛首村、内ヶ戸村、大窪村、大牧村、尾神村、荻町村、加須良村、小白川村、木谷村、島村、椿原村、野谷村、鳩谷村、平瀬村、福島村、馬狩村、牧村、御母衣村が合併し、白川村が発足。
- 1892年（明治25年）4月 - 白川村の学校が統合され、白川尋常小学校となる。小白川地区は白川尋常小学校椿原分教場へ通学。
- 1904年（明治37年） - 小白川地区に白川尋常高等小学校小白川臨時出張所を設置。
- 1907年（明治40年） - 白川尋常高等小学校小白川臨時出張所が白川尋常高等小学校椿原分教場に移管され、白川尋常高等小学校椿原分教場小白川臨時派出所となる。
- 1923年（大正12年） - 椿原分教場から独立し、白川尋常高等小学校小白川分教場となる。
- 1941年（昭和16年）4月1日 - 白川国民学校小白川分教場となる。
- 1947年（昭和22年）4月1日 - 白川村立白川小中学校小白川分校となる。小白川分校は小学生のみの分校となる。
- 1960年（昭和35年） - 校舎（木造2階建）を新築。
- 1969年（昭和44年） - 小中学校併設を解消。白川小学校は単独校となる。
- 1972年（昭和47年）3月31日 - 小白川分校を休止。児童は富山県東礪波郡上平村（現・南砺市）の西赤尾小学校[注釈 3]に委託とし、冬季のみ臨時授業を小白川分校で行う。
- 1976年（昭和51年）3月 - 小白川分校での冬季臨時授業を中止。この時点での児童数は2名。以降は通年で上平村に委託となる。
- 1992年（平成4年）3月 - 廃止。